# Annaberg-Lungötz
Annaberg-Lungötz ausztriai község, melyet Annaberg és Lungötz falvak alkotnak. Közigazgatásilag Salzburg szövetségi tartomány Halleini járáshoz tartozik. Lakosainak száma 2203 fő (2018. január 1.).

## Fekvése
A terület korábban évszázadokig Pongau része volt, csak 1896-ban csatolták az akkor létrehozott Tennengauhoz.
A tájat a környező hegységek, a Tennengebirge és a Gosaukamm uralják. A falu a köztük elterülő völgyben hosszan elnyúlva, a Lammer folyó mentén épült.
A település részei:
- Annaberg im Lammertal (743 fő, 2015. január 1-jén[2])
- Braunötzhof (125)
- Gappen (224)
- Hefenscher (343)
- Klockau (46)
- Neubach (536)
- Promberg (84)
- Steuer (135)

## Története[3]
Első említése egy 1124-es egyházi adománylevélben történt. 1752-ben épült fel a Szent Anna templom, s jött létre az önálló egyházközség. E templom után kezdték Annabergnek nevezni, a korábban "Zimmerau" néven ismert helyet. „Annaberg im Lammertal„ néven vált önállóvá 1849-ben.
Ekkoriban még nem tartozott hozzá Lungötz, mely évszázadokig központ nélküli falu volt. A környező magaslatokon álló farmgazdaságok laza halmazából állt. Fejlődését az 1926-ban alapított Kaindl fűrészüzem indította el. Hamarosan iskola és tűzoltóság is épült. 1964-ben már saját templommal büszkélkedhettek a helyiek.
1991. december 3-án a salzburgi hatóságok egyesítették a két falut Annaberg-Lungötz néven.

## Látnivalók, sport, kikapcsolódás
- Barokk stílusban épült katolikus templom
- Májustól szeptemberig tart nyitva a lungötzi strand.
- Környező hegyek, erdők, legelők kedvelt célpontjai a túrázni vágyóknak.
- A téli sportok rajongóit a Dachstein-West sírégió sípályái, felvonói várják.
- A Gererhof múzeum egy tipikus helyi parasztgazdaságot mutat be a 17. századból.